# Fürst Sándor
Fürst Sándor (Rum, 1903. november 27. – Budapest, 1932. július 29.) magyar kommunista politikus, a biatorbágyi merénylet elkövetésével ártatlanul megvádolt és kivégzett kommunisták egyike.

## Élete
Fürst Mór és Vittmann Rozália zsidó vallású szülők gyermekeként született Rumon. Budapesten a Ruggyanta Gyárban volt tisztviselő, valamint a Magyarországi Magántisztviselők Szövetségének tagja. 1926-ban lépett be a KMP-be, ezért 1928-tól kezdve sorozatosan letartóztatták, majd mivel nem tudtak rábizonyítani semmit, szabadlábra helyezték, de munkahelyét elvesztette. 1930-ban a pártvezetőség tagja lett, ezért hamarosan újra letartóztatták. 1932-ben a Budapest I. kerületi Kende utca 27. szám alatt lakott.
A biatorbágyi merénylet elkövetésével a kormány a kommunistákat vádolta meg, majd statáriumot hirdetett. A perben a bíróság Fürstöt Sallai Imrével együtt halálra ítélte. A Magyarországi Vörös Segély kampányt indított megsegítésükre, ám próbálkozásuk sikertelennek bizonyult. Hiába tiltakozott József Attila és Illyés Gyula is röpiratban a döntés ellen, 1932. július 29-én felakasztották őket. A harcban élen járunk című – eredetileg német – mozgalmi dal magyar szövege megemlékezik róluk.

## Emlékezete
A fővárosi Kelenföldi autóbuszgarázs 1949-1997 között, az újlipótvárosi Hollán Ernő utca neve 1945-1992 viselte a nevét. Oroszlányon a mai napig viseli utca a nevét.

## Kapcsolódó szócikk
- Töreky Géza